# 東村 (苗栗縣)
東村為臺灣苗栗縣南庄鄉轄下之一行政區，位於苗栗縣東北部山區，是南庄鄉的行政中心，與相鄰的西村連成南庄市街。居民絕大多數為客家人，通行客家話。在20世紀南庄最繁榮時，戲院、茶室等娛樂業曾在此有過一段輝煌的歲月。近年來南庄運用當地的特色發展觀光，東村的客家小吃和南庄老街成為南庄旅遊的景點之一。

## 地理
東村位處南庄鄉中央位置偏北，東河與南河的匯流處，地勢西低東高，西部靠近南溪的區域是人口聚居的南庄老街，鄉內主要機構皆位於此；東部則為丘陵，最東以橫屏背與東河村為界，南面越東河為南江村，北面為田美村，西面以中正路與西村相連一片。

## 交通與運輸
東村因處南庄鄉中央，為鄉內各村往來連絡必經之地，鄰近縣道124號以及鄉道21的交匯點，南行縣道124可至蓬萊村、仙山、獅潭，東行苗21往東河村、鹿場大山，往北連絡田美、獅山等村落。大眾運輸有苗栗客運開往新竹市的公車，也有往來仙山、蓬萊、東河等地的短程客運路線。

## 教育
東村設有南庄國民中學以及南庄國民小學，南庄國中是南庄鄉唯一的中學。